# Izegem
Izegem là một đô thị ở tỉnh Tây Flanders. Đô thị này gồm thành phố Izegem và các thị xã Emelgem và Kachtem. Emelgem được chuyển vào Izegem năm 1965, Kachtem năm 1977. Izegem nằm bên bờ nam của Mandel, còn Emelgem và Kachtem thì nằm bên bờ bắc. Dọc theo bờ kênh có một khu công nghiệp lớn. Tại thời điểm ngày 1 tháng 1 năm 2006, Izegem có dân số 26.544 người. Tổng diện tích là 25,48 km² với mật độ dân số là 1.042 người trên mỗi km².